# 南屏街

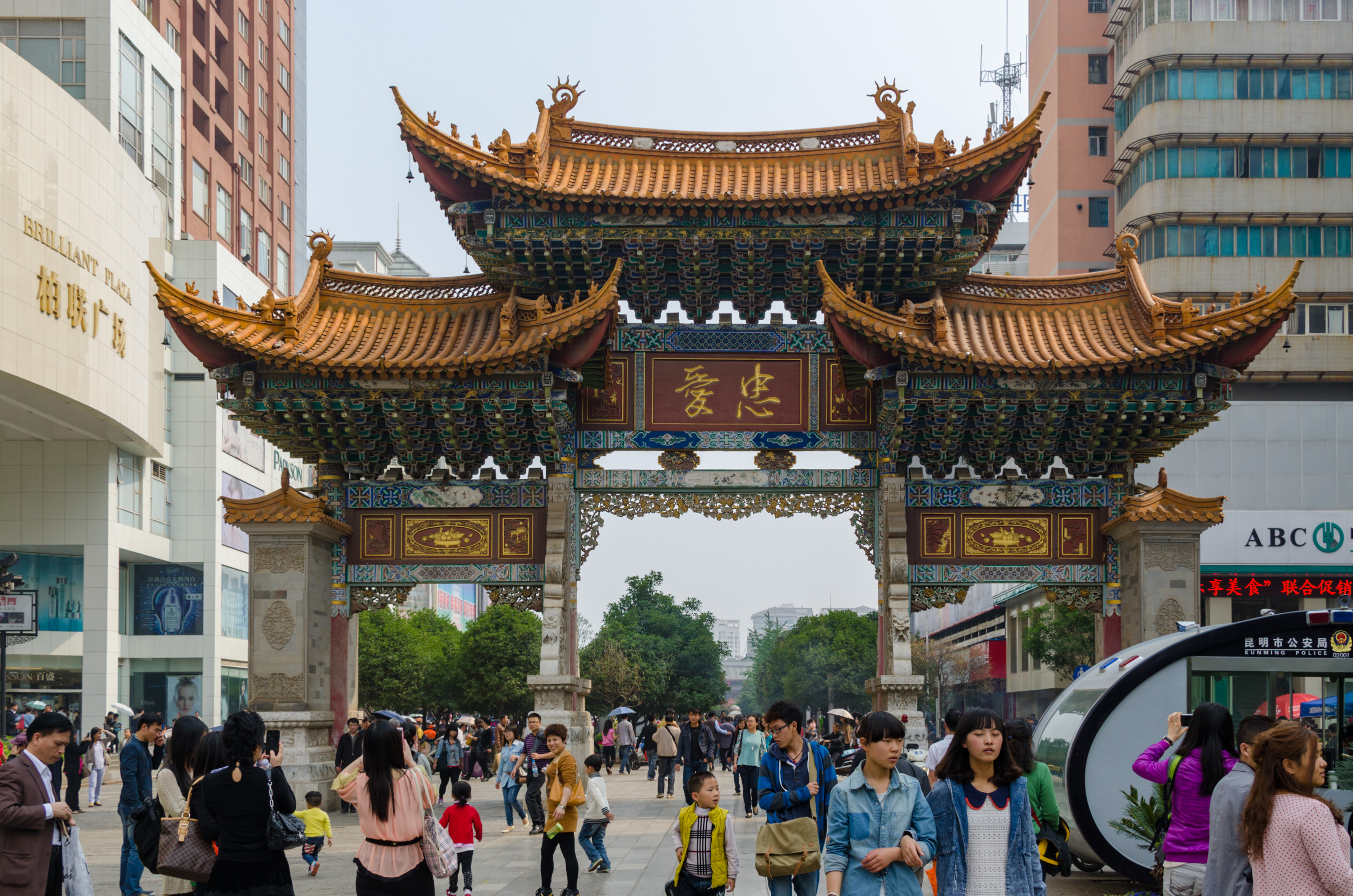
南屏街忠爱坊

南屏街是中華人民共和國雲南省昆明市五華區一條東西走向的石材路面的步行街，道路东起护国路，西至正义路，全长738米，宽40米。道路1929年前为南城城墙及护城河。1929年拆除城墙和护城河修建道路，因道路位於城南，所以得名南屏街，意思是城南屏障。1956年併入东风东路，1981年再次恢復南屏街。2005年改建。道路沿途有昆明新华书店、世纪广场、华一大厦、护国广场。